# Bob Crosby
George Robert 'Bob' Crosby (Spokane, 23 augustus 1913 - La Jolla, 9 maart 1993) was een Amerikaanse jazzzanger, orkestleider en acteur. Bob Crosby was de jongere broer van Bing Crosby.

## Biografie
Bob Crosby verliet voortijdig het college om een carrière als zanger te volgen, net als zijn broer Bing. Vanaf 1932 zong Bob in het orkest van Anson Weeks en in 1934 in het orkest van The Dorsey Brothers, totdat hij werd uitgenodigd door de saxofonist Gil Rodin om het door deze in 1934  geformeerde orkest (uit uitgetreden leden van het orkest van Ben Pollack) zijn naam te geven. Het Bob Crosby Orchestra, met zijn combo de BobCats, was een van de beste dixieland-jazzbands van hun tijd. Ze werd in werkelijkheid geleid door Gil Rodin. Crosby zelf was de frontman en zanger, die het contact met het publiek hield. Bekende solisten van de band waren de trompettist Yank Lawson, klarinettist Matty Matlock (die later werd vervangen door Irving Fazola) en saxofonist Eddie Miller. Als een van de belangrijkste muzikanten van het ensemble telde drummer Ray Bauduc. Als arrangeur en componist fungeerde bassist Bob Haggart. Beiden waren ook verantwoordelijk voor de grootste hit van het orkest, Big Noise from Winnetka. Naast Crosby had het orkest ook altijd bandzangeressen zoals Kay Weber, Doris Day, Kay Starr en Anita O'Day.
Tot hun grootste succes telden ook enkele filmoptredens. Ze werkten mee in de Columbia Pictures-productie Reveille with Beverly en in de Paramount Pictures-productie Holiday Inn. Hun plaatopnamen kwamen in 1935 tot 1942 bij Decca Records uit. Verdere muzikanten, die tijdens deze periode met het orkest speelden waren Billy Butterfield, Hank D'Amico, Nappy Lamare, Joe Sullivan, Bob Zurke, Jess Stacy en Muggsy Spanier. Met nummers als South Rampart Street Parade en What's New?, die beide afkomstig waren van Haggart, hadden ze hun aandeel aan de toenmalige revival van de dixieland-jazz.
Met het vervullen van de militaire dienstplicht van meerdere leden tijdens de Tweede Wereldoorlog (ook Crosby en Rodin) werd het orkest in september 1942 ontbonden. Crosby was tijdens de oorlog luitenant bij de Special Services Division en werkte mee aan de recreatie van de in het Pacifische gebied gestationeerde troepen. Na zijn ontslag eind 1945 organiseerde Eddie Miller een nieuwe band. Begin 1946 hadden ze dan een succesvolle verbintenis in het Hollywood Palladium.
Daarna riep Crosby de Bobcats tot in de jaren 1980 meermaals samen om te toeren en nam hij een reeks platen op voor Capitol Records, Coral Records en Dot Records. Crosby verminderde daarna zijn activiteiten als orkestleider en concentreerde zich overwegend op optredens bij radio- en tv-uitzendingen. Van 1946 tot 1952 had hij zijn eigen radioshow (Club 15) en van 1953 tot 1957 een half uur durend tv-programma (The Bob Crosby Show), eerst bij CBS en vanaf 1958 bij NBC. Begin jaren 1970 was hij betrokken bij de dixieland revival met jaarlijkse gastoptredens in Disneyland, waaraan zijn oude bandleden uit de jaren 1930 en 1940 meewerkten. Midden jaren 1970 genoot hij grote populariteit in het midwesten en kwam hij vaak naar tournees.

## Privéleven en overlijden
Bob Crosby woonde als laatste in La Jolla bij San Diego en overleed in maart 1993 op 79-jarige leeftijd aan de gevolgen van kanker.

## Discografie
- Bob Crosby's Bob Cats (Decca, 1954)
- The Bob Cats Ball (Coral, 1955)
- Bob Crosby's Bob Cats in Hifi (Coral, 1957)

## Filmografie
- 1936: Collegiate
- 1941: Rookies On Parade
- 1941: Sis Hopkins
- 1943: Thousands Cheer
- 1944: Kansas City Kitty
- 1944: My Gal Loves Music
- 1944: Pardon My Rhythm
- 1944: See Here, Private Hargrove
- 1944: The Singing Sheriff
- 1959: The Five Pennies
- ????: Meet Miss Bobby Socks

In de volgende films speelde hij zichzelf:
- 1952: Road to Bali
- 1951: Two Tickets to Broadway
- 1950: Hollywood Goes to Bat
- 1950: When You're Smiling
- 1943: Presenting Lily Mars
- 1943: Reveille with Beverly
- 1941: Let's Make Music
- 1934: Rhythm on the Roof